# Bungarimba kahayanensis
Bungarimba kahayanensis är en måreväxtart som beskrevs av Khoon Meng Wong. Bungarimba kahayanensis ingår i släktet Bungarimba och familjen måreväxter. Inga underarter finns listade i Catalogue of Life.